# 야마노촌 (도야마현)
야마노촌(山野村)은 도야마현 히가시토나미군에 있던 촌이다.

## 역사
- 1889년 4월 1일 - 정촌제 시행에 의해 도나미군 야마노촌이 성립하였다.
- 1896년 4월 1일 - 군 개편에 의해 도나미군에서 분립해 히가시토나미군이 성립하여, 히가시토나미군에 소속되었다.
- 1954년 4월 1일 - 이나미정과 합병해, 히가시토나미군 이나미정이 성립하였다.

## 참고문헌
- 『市町村名変遷辞典』東京堂出版、1990年。